# Władysław Segda
Władysław Hipolit Segda, född 23 maj 1895 i Przemyśl, död 1994 i Edinburgh, var en polsk fäktare.
Segda blev olympisk bronsmedaljör i sabel vid sommarspelen 1932 i Los Angeles.